# Otto Brodie
Otto William Brodie, född 1888, död 19 april 1913 i Clearing Illinois i ett flyghaveri, var en amerikansk flygpionjär.
Brodie lärde sig flyga i Hammondsport 1909, och tilldelades flygcertifikat nummer 135. Efter utbildningen arbetade han som flyguppvisningspilot och flyglärare med både monoplan och biplan. Han tog bland annat upp Walter Lees på en flygtur när denne ville lära sig flyga. Efter att skolverksamheten varit vilande återstartade han verksamheten på våren 1913 med ett begagnat flygplan. Flygplanet var det Farman biplan som Louis Paulhan använde vid flygtävlingen London-Manchester. Inför förberedelserna med flyglektionerna 19 april 1913 startade Brodie flygplanet för en kontrollflygning. Efter att han fullbordat ett varv runt fältet och var på väg ner för att landa kom han inflygande med för låg nos. Flygplanet slog i marken och motorn som satt monterad bakom piloten lossnade och klämde Brodie till döds.